# Leyton
Leyton är en förort till London, nordöst om huvudstadens centrum vid floden Lea.
Leyton var tidigare känd för sin metall-, textil- och läderindustri. Staden hörde historiskt till Essex men har ingått i Storlondon sedan 1965.